# Selección femenina de sóftbol de Italia
La Selección femenina de sóftbol de Italia es la selección oficial que representa a Italia en los eventos internacionales de sóftbol femenino.

## Campeonatos

### Campeonato Mundial
| 1965 | Melbourne             | No participó   | No participó   | No participó   |
| 1970 | Osaka                 | No participó   | No participó   | No participó   |
| 1974 | Stratford             | Participó      | Participó      | Participó      |
| 1978 | San Salvador          | Participó      | Participó      | Participó      |
| 1982 | Taipéi                | No participó   | No participó   | No participó   |
| 1986 | Auckland              | 10.º           | 3              | 8              |
| 1990 | Normal                | 8.º            | 6              | 3              |
| 1994 | San Juan de Terranova | 11.º           | 4              | 2              |
| 1998 | Fujinomiya            | 6.º            | 7              | 4              |
| 2002 | Saskatoon             | 7.º            | 4              | 4              |
| 2006 | Pekín                 | 6.º            | 4              | 6              |
| 2010 | Caracas               | No participó   | No participó   | No participó   |
| 2012 | Whitehorse            | 10.º           | 3              | 4              |
| 2014 | Haarlem               | 9.º            | 3              | 4              |
| 2016 | Surrey                | 15.º           | 2              | 5              |
| 2018 | Chiba                 | Por disputarse | Por disputarse | Por disputarse |
| 2020 | Por definirse         |                |                |                |

### Campeonato Europeo
| 1979 | Rovereto                     | 2do lugar      |
| 1981 | Haarlem                      | 2do lugar      |
| 1983 | Parma                        | 2do lugar      |
| 1984 | Amberes                      | 2do lugar      |
| 1986 | Amberes                      | 1.er lugar     |
| 1988 | Hørsholm                     | 2do lugar      |
| 1990 | Génova                       | 3.er lugar     |
| 1992 | Bussum                       | 1.er lugar     |
| 1995 | Settimo Torinese             | 1.er lugar     |
| 1997 | Praga                        | 1.er lugar     |
| 1999 | Amberes                      | 1.er lugar     |
| 2001 | Praga                        | 1.er lugar     |
| 2003 | Caronno Pertusella y Saronno | 1.er lugar     |
| 2005 | Praga                        | 1.er lugar     |
| 2007 | Ámsterdam                    | 1.er lugar     |
| 2009 | Valencia                     | 6.º lugar      |
| 2011 | Ronchi dei Legionari         | 2do lugar      |
| 2013 | Praga                        | 2do lugar      |
| 2015 | Rosmalen                     | 1.er lugar     |
| 2017 | Bollate                      | Por disputarse |
| 2019 | Por definirse                |                |

Datos:

## Campeonatos juveniles

### Campeonato Mundial Sub-19
| 1981 | Edmonton        | No participó   |
| 1985 | Fargo           | No participó   |
| 1987 | Oklahoma City   | 9.º lugar      |
| 1991 | Adelaida        | Participó      |
| 1995 | Normal          | 9.º lugar      |
| 1999 | Taipéi          | 11.º lugar     |
| 2003 | Nankín          | No participó   |
| 2007 | Enschede        | Participó      |
| 2011 | Ciudad del Cabo | No participó   |
| 2013 | Brampton        | No participó   |
| 2015 | Oklahoma City   | 9.º lugar      |
| 2017 | Clearwater      | 12.º lugar     |
| 2019 | Irvine          | Por disputarse |
| 2021 | Por definirse   |                |

### Campeonato Europeo Sub-22
| 2008 | Turín          | 1.º lugar    |
| 2010 | Praga          | 2.º lugar    |
| 2012 | Havlickuv Brod | No participó |
| 2014 | Dupnitsa       | No participó |
| 2016 | Pardubice      | No participó |
| 2018 | Por definirse  |              |

Fuente:

### Campeonato Europeo Sub-19
| 1991 | Praga                            | 1.º lugar |
| 1993 | Livorno                          | 1.º lugar |
| 1994 | Leksand                          | 1.º lugar |
| 1996 | Nuoro                            | 3.º lugar |
| 1998 | Praga                            | 3.º lugar |
| 2000 | Enschede                         | 4.º lugar |
| 2002 | Chočen y Kostelec                | 1.º lugar |
| 2004 | Le Thillay y Roissy              | 3.º lugar |
| 2006 | Collecchio                       | 1.º lugar |
| 2008 | Deggendorf                       | 2.º lugar |
| 2010 | Viena                            | 1.º lugar |
| 2012 | Rosmalen                         | 4.º lugar |
| 2014 | Rosmalen                         | 2.º lugar |
| 2016 | San Baudilio de Llobregat y Gavá | 2.º lugar |
| 2018 | Por definirse                    |           |

Fuente:

### Campeonato Europeo Sub-16
| 2002 | Collecchio       | 3.º lugar      |
| 2003 | Praga            | 1.º lugar      |
| 2005 | Tuchkovo         | No participó   |
| 2007 | Pilsen           | No participó   |
| 2009 | Alkmaar          | No participó   |
| 2011 | Deurne y Amberes | 3.º lugar      |
| 2013 | Ostrava          | No participó   |
| 2015 | Nuoro            | 1.º lugar      |
| 2017 | Ostrava          | Por disputarse |
| 2019 | Por definirse    |                |

Fuente:

## Juegos multideportivos

### Juegos Olímpicos
El sóftbol comenzó a disputarse en la XXVI edición de los Juegos Olímpicos, realizados en el año 1996, solamente en la rama femenina, pues el COI considera al béisbol y al sóftbol como un mismo deporte. En las ediciones XXX (año 2012) y XXXI (año 2016), no se disputó.
| 1996 | XXVI   | Atlanta        | No clasificó   |
| 2000 | XXVII  | Sídney         | No clasificó   |
| 2004 | XXVIII | Atenas         | No clasificó   |
| 2008 | XXIX   | Pekín          | No clasificó   |
| 2012 | XXX    | Londres        | No hubo torneo |
| 2016 | XXXI   | Río de Janeiro | No hubo torneo |
| 2020 | XXIII  | Tokio          | Por disputarse |
| 2024 | XXIV   | París          | Por disputarse |
| 2028 | XXV    | Los Ángeles    | Por disputarse |